# MAX!少女心/Happy GO Lucky! ～以快樂☆幸運向前進!～
《MAX!少女心/Happy GO Lucky! ～以快樂☆幸運向前進!～》（MAX!乙女心/Happy GO Lucky!〜ハピ☆ラキでゴー!〜）是日本女子音樂組合SUPER☆GiRLS的第2張單曲，於2011年6月15日由iDOL Street發行。

## 概要
這張單曲於發行首天於Oricon公信榜單曲日榜取得第4名，其後再於同一星期取得週榜第5名。《MAX!少女心》是伊藤洋華堂「恋☆水着」、「恋☆浴衣」的廣告歌曲，《Happy GO Lucky! ～以快樂☆幸運向前進!～》則是電視動畫《星光少女 極光之夢》的片尾曲。

## 收錄曲目

### Disc jacket A
1. MAX!少女心 [4:34]
作詞：BOUNCEBACK；作曲：松田純一；編曲：鈴木Daichi秀行
2. Happy GO Lucky! ～以快樂☆幸運向前進!～ [4:04]
作詞：池畑伸人；作曲、編曲：長岡成貢

### Disc jacket B
1. MAX!少女心
2. Happy GO Lucky! ～以快樂☆幸運向前進!～

### Disc jacket C
1. MAX!少女心
2. Happy GO Lucky! ～以快樂☆幸運向前進!～
3. MAX!乙女心（Instrumental）
4. Happy GO Lucky! ～以快樂☆幸運向前進!～（Instrumental）

### Disc jacket D
1. MAX!少女心
2. Happy GO Lucky! ～以快樂☆幸運向前進!～

## 外部連結
- YouTube上的《MAX!少女心》
- SUPER☆GiRLS Official Website（日語）
- 愛貝克思官方網站 （页面存档备份，存于）（繁體中文）